# Kostel svatého Jana Křtitele (Čížkov)
Kostel svatého Jana Křtitele v Čížkově je barokní kostel nacházející se na mírném návrší východního okraje obce v okrese Plzeň-jih, u silnice do Dožic. Plošina, na kterém stojí je ohraničena ze severu opěrnou zdí a na jihu ohradní zdí. Spolu s barokní farou naproti kostelu a hřbitovem představuje příklad architektonického vývoje sakrálních staveb v českých zemích zapsaném v Ústředním seznamu kulturních památek.

## Historie
Kostel byl postaven v gotickém stylu roku 1384. Středověké stavební prvky se do dnešní doby nedochovaly. 

## Popis
Původní středověká struktura prošla v průběhu staletí řadou přestaveb. Nejvýznamnější byla barokní úprava, která proběhla v letech 1730–1732 pravděpodobně podle plánů Carla Antonia Canevalla z roku 1729. Architektonicky jde o kostel charakteristický jednolodní obdélnou stavbu s pravoúhlým presbytářem, doplněnou o sakristii na severní straně a věží s jehlancovou střechou, dostavěnou v roce 1873, před západním průčelím. Fasády jsou členěny lizénovým řádem, okna jsou sklenuta segmentem.

## Interiér

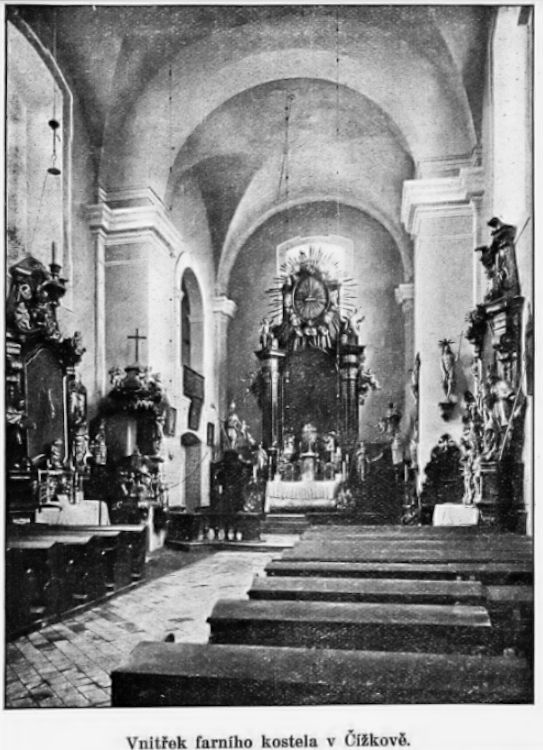

Valená klenba s trojúhelnými výsečemi dominuje hlavnímu prostoru,  v sakristii se nachází valená klenba s pětibokými výsečemi. Nad sakristií byla zřízena oratoř, umožňující soukromou účast na bohoslužbách. Zachovaný gotický sanktuář v kněžišti představuje  pozůstatek původní středověké stavby. Vnitřní vybavení kostela pochází převážně z období barokní přestavby. Bohaté barokní zařízení je převážně vyřezávané a zlacené. Nápisy na oltářích akazatelně z roku 1738 připomínají donátora, faráře Jakuba Jana Worla.

## Okolí
Proti kostelu stojí fara z roku 1680 upravená v 19. století do stávající podoby. Jedná se o patrovou stavbu s mansardovou střechou. V patře se nachází slavnostní místnost se stropní olejomalbou, která je přemalovanou kopií slavné Sixtinské madony.
U kostela roste čížkovská lípa malolistá, stará přes 250 let, s výškou 23 metrů a obvodem kmene téměř čtyři metry. Tyto prvky společně vytvářejí architektonický a přírodní soubor, který odráží historický vývoj a kulturní dědictví obce.
Kostel ve špatném stavu. Část střechy byla již opravena a v roce 2021 byly přiděleny dotace na další opravy. V roce 2024 půjde na opravu fasády kostela 440 000 korun z dotačních programů Plzeňského kraje.

## Galerie

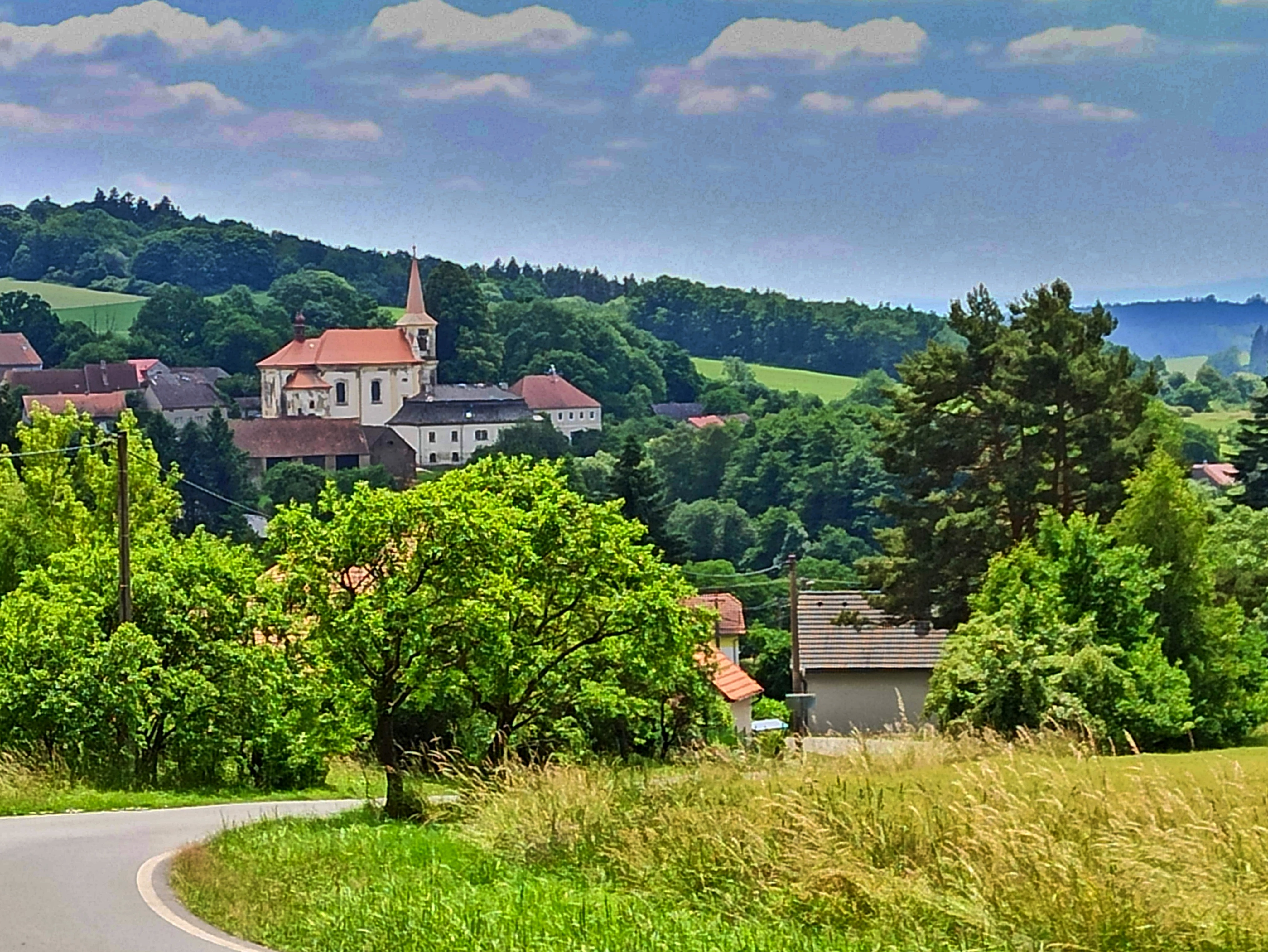
Pohled na Kostel sv. Jana Křtitele od severu
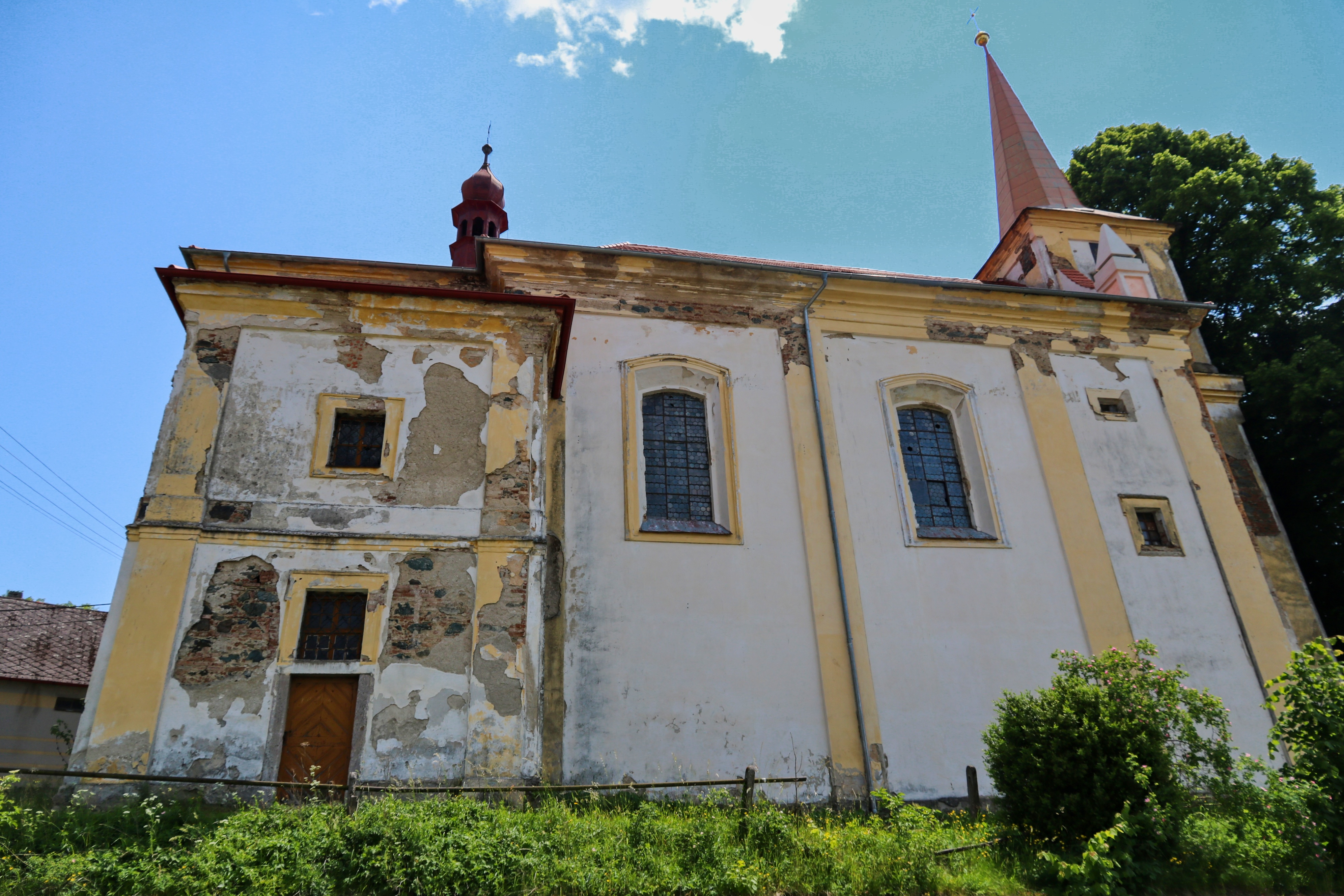
Kostel svatého Jana Křtitele
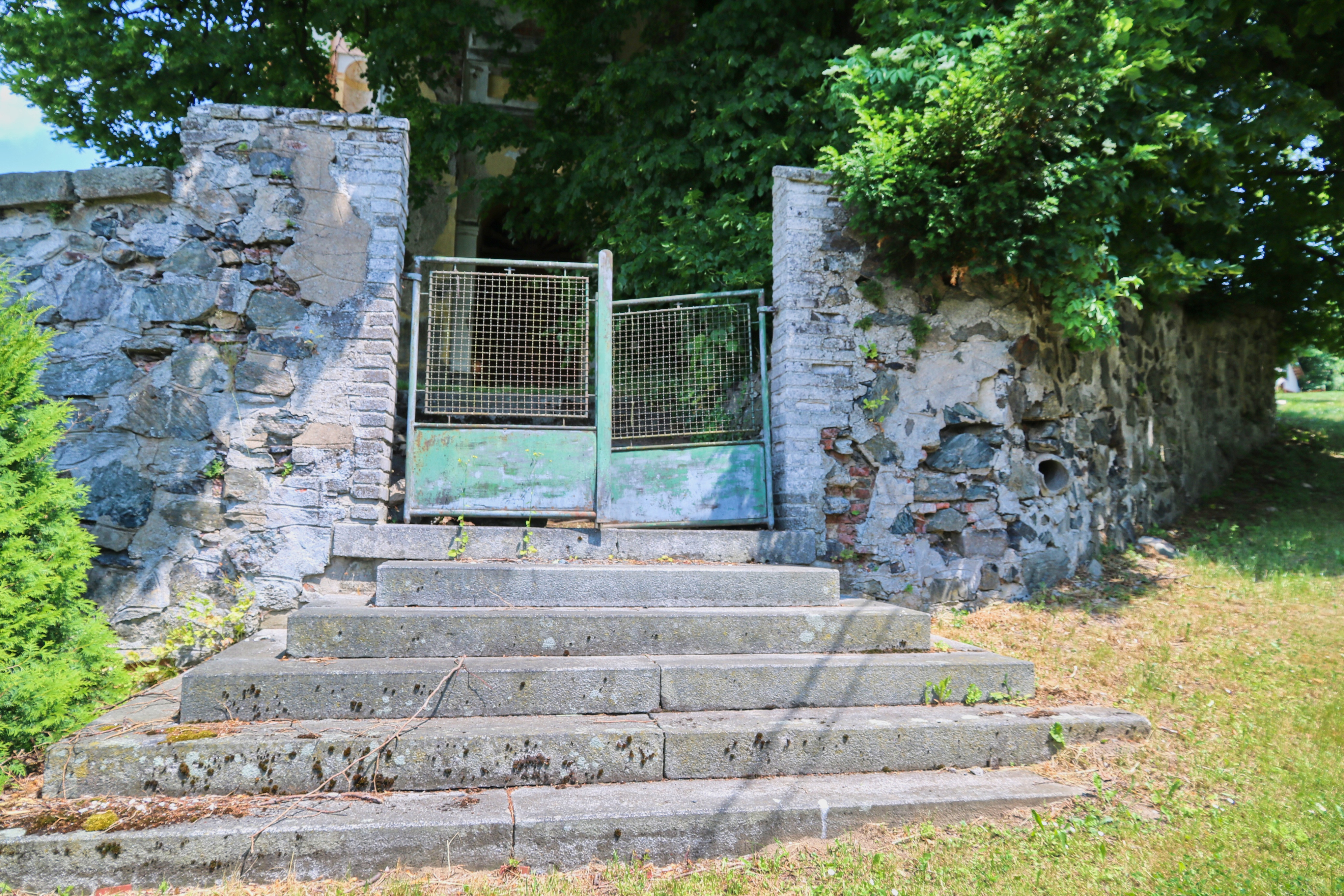
Schody do kostela
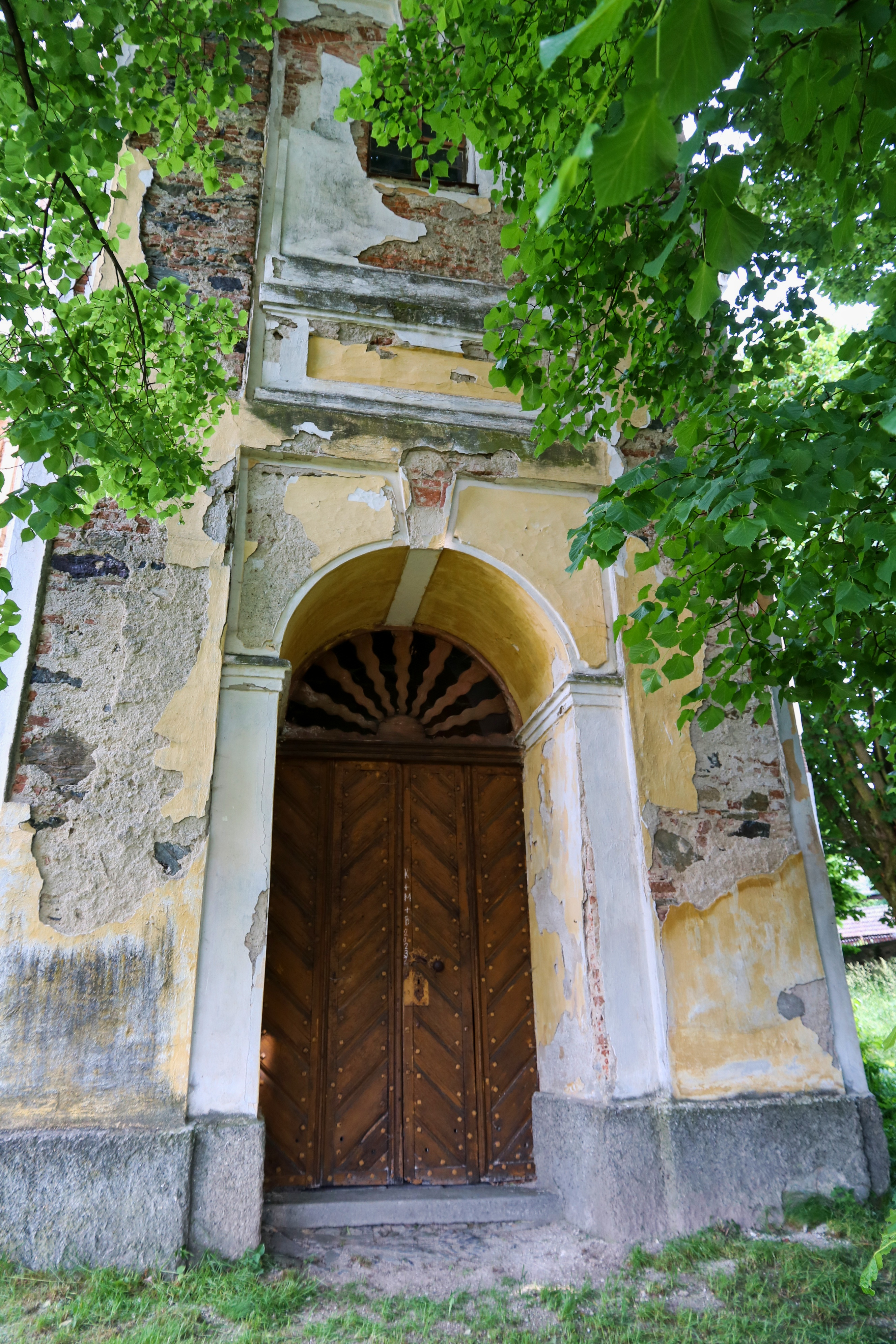
Vchod do kostela
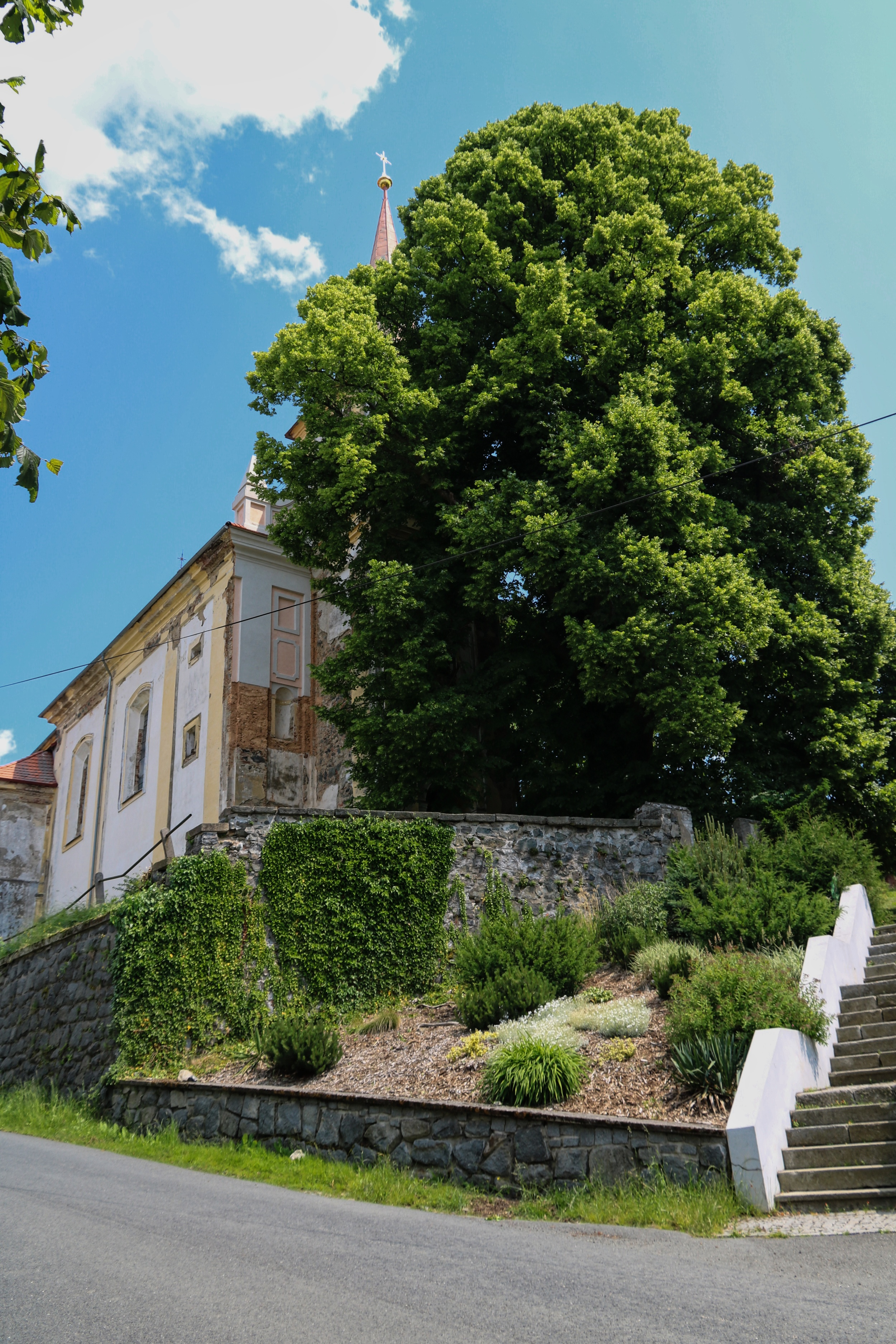
Památná lípa před kostelem
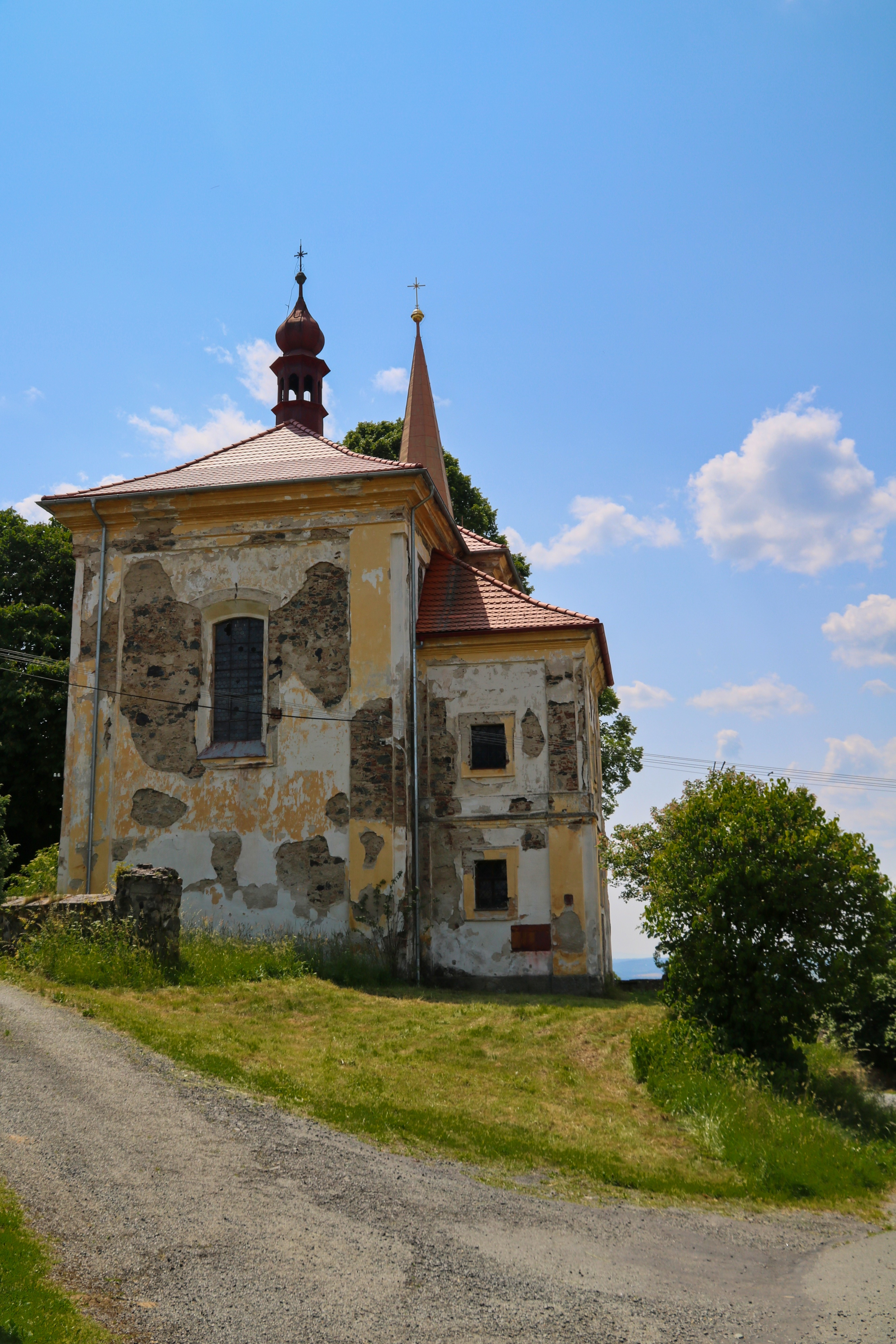
Pohled na Kostel sv. Jana Křtitele od hřbitova
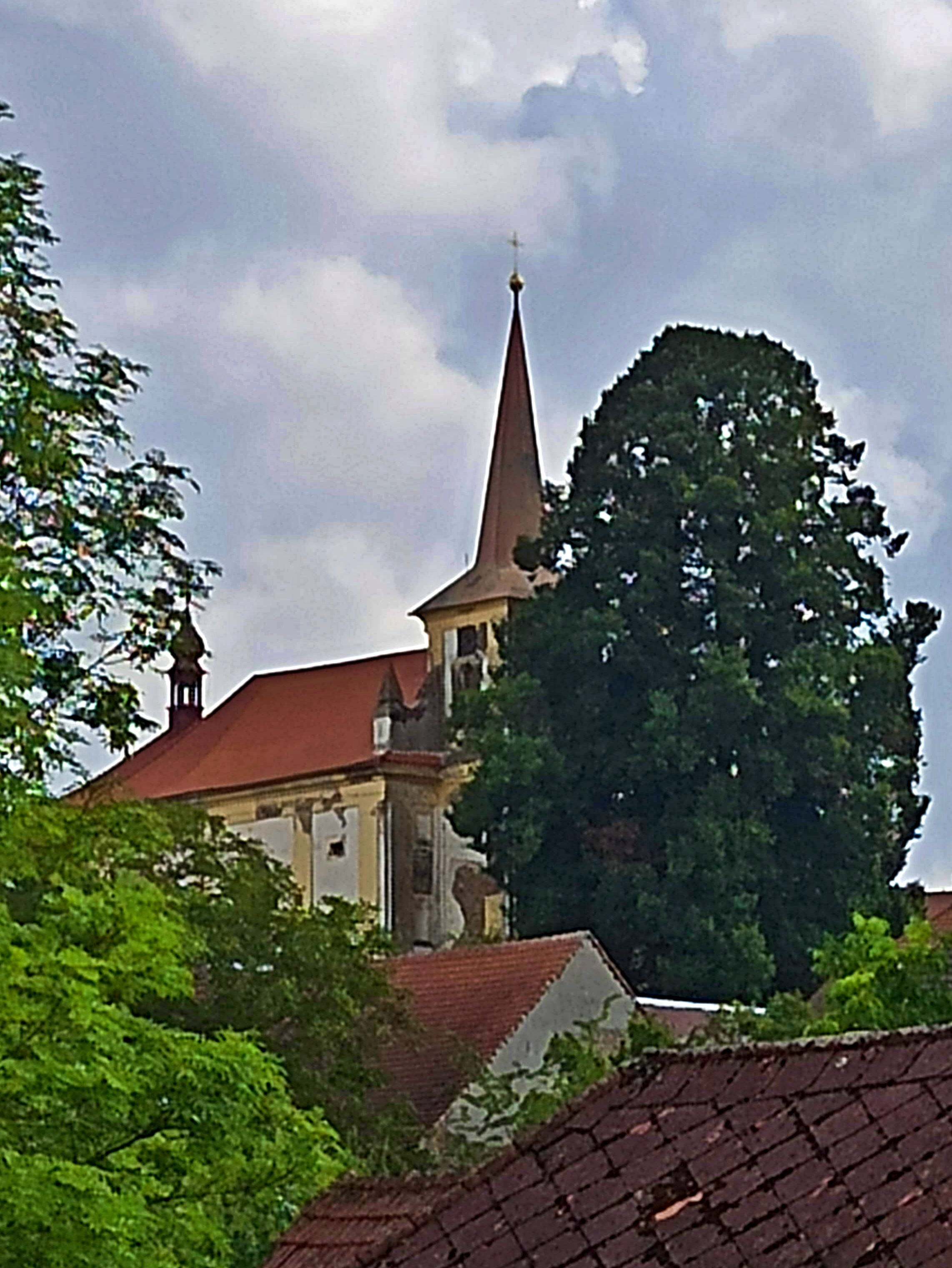
Pohled na kostel a lípu z návse
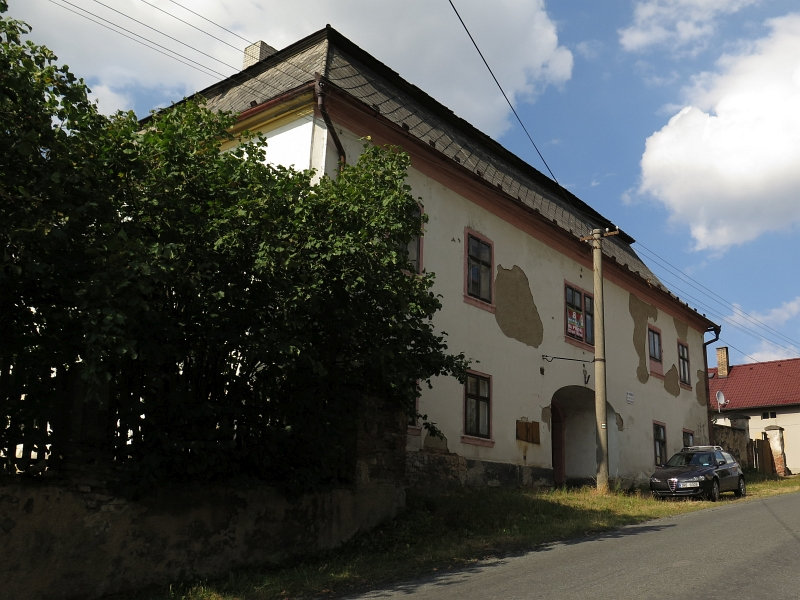
Fara čp. 1
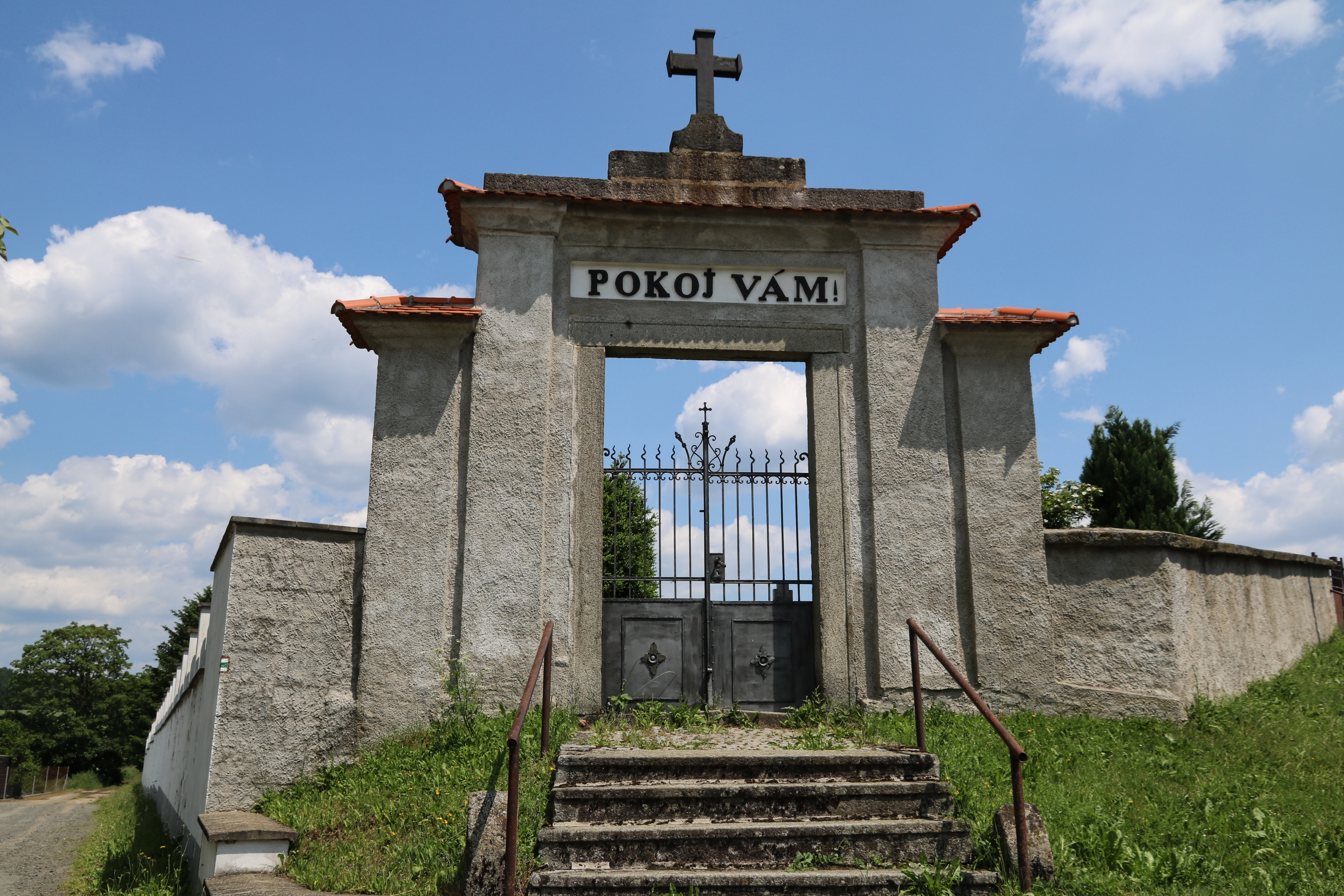
Hlavní brána na hřbitov
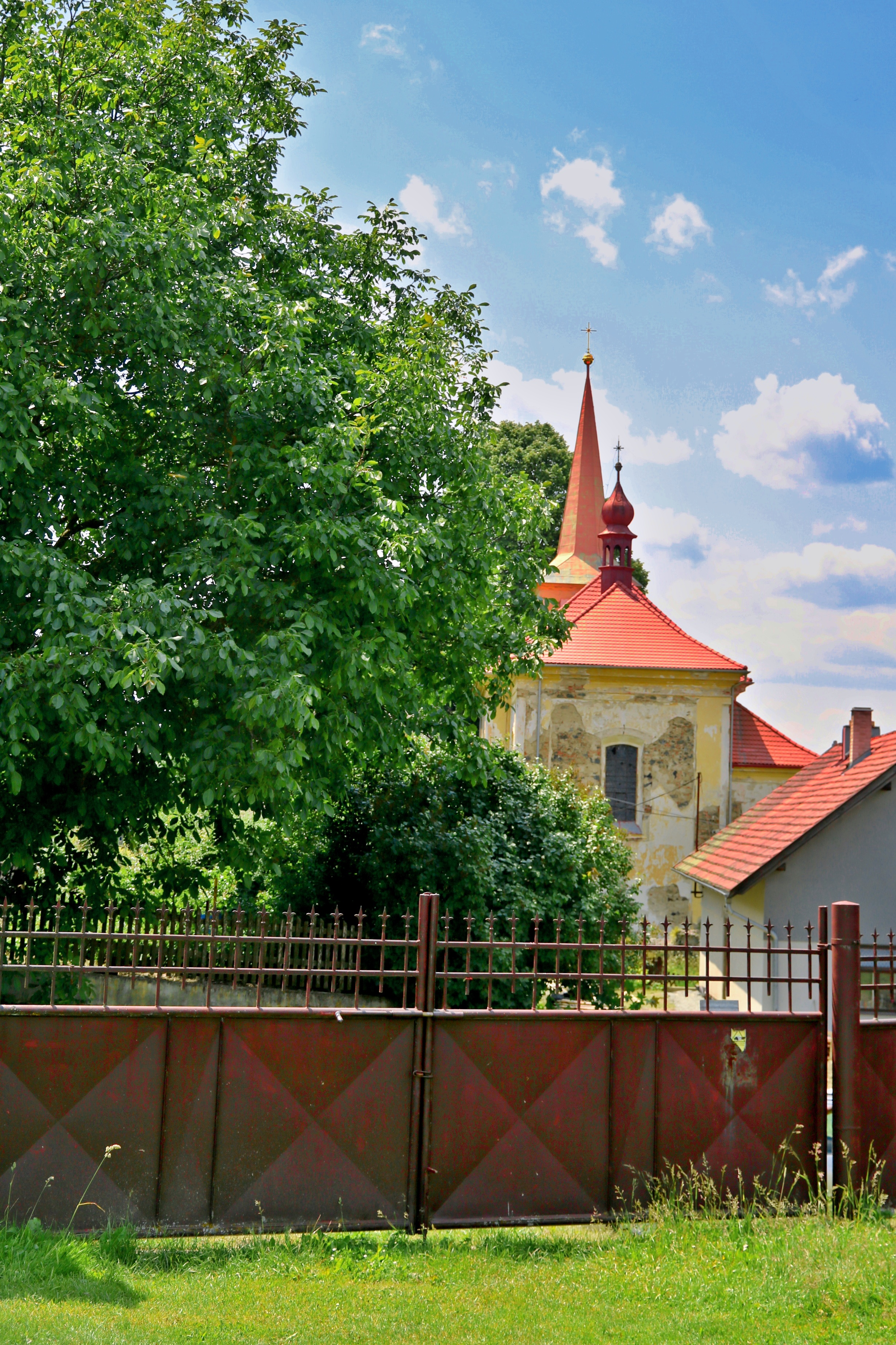
Pohled na kostel svatého Jana Křtitele ze hřbitova